# مری و بروس
مری و بروس (به انگلیسی: Marie and Bruce) فیلمی محصول سال ۲۰۰۴ و به کارگردانی تام کایرنس است. در این فیلم بازیگرانی همچون جولیان مور، متیو برودریک، باب بالابان، جولی هاگرتی، کمپبل اسکات و گریفین دان ایفای نقش کرده‌اند.